# Discestra robinsoni
Discestra robinsoni är en fjärilsart som beskrevs av Edward Alfred Cockayne 1952. Discestra robinsoni ingår i släktet Discestra och familjen nattflyn. Inga underarter finns listade i Catalogue of Life.